# José Mourinho
José Mário dos Santos Mourinho Félix, känd som José Mourinho (portugisiskt uttal [ʒuˈzɛ moˈɾiɲu]), född 26 januari 1963 i Setúbal, Portugal, är en portugisisk före detta fotbollsspelare och numera tränare.
Mourinho är en av de mest framgångsrika internationella fotbollstränarna i modern tid. Hans största framgångar, förutom ett antal ligatitlar i fyra olika länder, är två vunna Champions League-titlar; med FC Porto 2004 och Inter 2010.
Mourinho blev i augusti 2017 den första fotbollsmanagern i historien att spendera mer än 1 miljard pund på spelarköp.

## Karriären

### Bakgrund
José Mourinho växte upp i Setubal utanför Lissabon i en medelklassfamilj. Fadern, José Manuel Mourinho Félix (1938–2017) spelade fotboll för Vítoria FC 1955–1968 och Belenenses 1968–1974 och var sedan tränare i flera portugisiska lag fram till 1996. Modern, Maria Júlia Carrajola dos Santos (född 1939) är en före detta lärare som kommer från en välbärgad familj.[källa behövs]

### Lärotiden
Mourinho spelade själv fotboll som junior och en bit upp i senioråldern, men då han varit missnöjd med hur långt karriären tagit honom valde han i början av 1990-talet att byta till tränarsysslan. Han tränade ungdomslag och var assisterande manager innan han fick jobb som tolk under Bobby Robson i Sporting Lissabon. Mourinho lärde sig mycket av den tuffe engelsmannen och då samarbetet var lyckat fortsatte han under Robson då denne senare tränade klubbarna FC Porto och FC Barcelona.

### De första framgångarna i Benfica och Leiria
År 2000 var Mourinho assisterande manager i portugisiska Benfica men efter dåliga resultat i ligastarten fick huvudtränaren Jupp Heynckes sparken och Mourinho erbjöds att ta över. Han accepterade under förutsättning att han själv fick välja sin andreman – den gamle Benficaförsvararen Carlos Mozer. Ledningen, som velat anställa Jesualdo Ferreira, fick ge med sig efter att Mourinho uttryckt följande om Ferreira: "Det här skulle kunna vara berättelsen om en åsna som arbetat i 30 år på att bli en häst men aldrig lyckats". Bara veckorna efter att ha fått managerjobbet ville Bobby Robson återförenas med sin parhäst – nu i Newcastle United. Robson erbjöd sig till och med att bli andretränare bakom portugisen för att locka över honom till England. Mourinho tackade dock nej då han menade att Robson aldrig skulle tillåtit någon annan att styra skutan i sin favoritklubb.
Mourinho och Mozer vände resultaten i favör för Benfica under hösten. Men i december meddelade klubbens nye president, Manuel Vilarinho, att han så småningom hade för avsikt att anställa den gamle landslagsspelaren Toni som coach. Mourinho gav då klubben ett ultimatum: ett förlängt kontrakt eller så skulle han avgå med omedelbar verkan. Utfallet blev det senare – något president Vilarinho ångrat efteråt:
"Ta mig tillbaka i tiden och jag skulle göra exakt det motsatta: Jag skulle förlänga hans kontrakt. Först senare insåg jag att ens personlighet och stolthet inte kan sättas före den institution vars intresse vi tjänar"
Redan i januari 2001 hade Mourinho hittat ett nytt lag att träna. Ligakonkurrenten Uniao de Leiria drog nytta av hans tjänster då de när säsongen var slut hade nått sin bästa ligaplacering någonsin med en 5:e plats. Mourinhos del i framgången gick inte obemärkt förbi. Flera storklubbar i landet hade nu fått upp ögonen för den karismatiske och kompromisslöse tränartalangen.

### FC Porto – första storklubben
I januari 2002 handplockades Mourinho som tränare till FC Porto. Klubben låg i mitten av tabellen – något som var långt under förväntningarna för styrelsen. Med Mourinho gick det som på räls för laget och man slutade till sist på 3:e plats i ligan efter 11 segrar, 2 oavgjorda och 2 förluster under våren.
Nästa säsong förde Mourinho klubben till ligaguld då man samtidigt slog rekord i antal poäng under en säsong. Porto vann dessutom även portugisiska cupen och UEFA-cupen med Mourinho som den sjätte trippelvinnar-tränaren i historien. Nästkommande säsong försvarade Porto ligaguldet och senare på våren vann man högst otippat även Champions League. Mourinho hade i Porto lyckats med allt han företagit sig och sökte nu nya utmaningar. Han behövde dock inte leta själv: storklubbarna stod på kö för portugisen som tycktes ha något speciellt.

### Storhetstiden i Chelsea

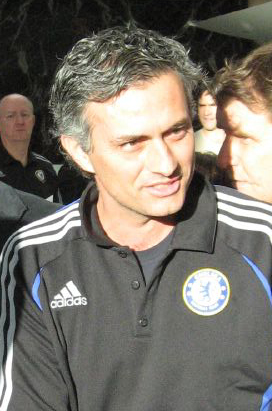
Mourinho i Chelsea 2007

Klubben som fick Mourinhos påskrift på ett kontrakt var den hårdsatsande Premier League-klubben Chelsea FC. Den ryske mångmiljardären och ägaren Roman Abramovitj gav Mourinho vad han i spelarväg pekade på – och portugisen fogade ihop delarna till ett lag. Mourinho tog raskt sin nya klubb in i den mest framgångsrika tiden i dess historia. Chelsea vann ligan redan första året (2004/05) och slog samtidigt flera rekord, bland annat flest vunna matcher, minst antal insläppta mål och flest hållna nollor under en Premier League-säsong. Mourinho förde laget till vinst också i Ligacupen samt till semifinal i Champions League.
Säsongen 2005/06 fortsatte framgångarna för Mourinho och London-klubben då man försvarade sin ligatitel och tog sig vidare i Champions League. Sommaren 2006 värvade Chelsea den ukrainske storskytten och ägare Abramovitjs favoritspelare, Andrij Sjevtjenko, från AC Milan för att få ytterligare spets till laget – något som dock skulle bli till ett problem. Under säsongen insisterade Abramovitj på att ukrainaren skulle få mer speltid, trots uteblivet målskytte och en vikande form. En växande konflikt mellan tränare Mourinho, som motsatte sig önskemålen gällande Sjevtjenko, och Abramovitj kunde anas under Chelseas annars välputsade fasad. Trots motsättningar även under 2007 vann Chelsea både Ligacupen och FA-cupen detta år.
I september 2007 kom till sist allt på sin spets. Efter "bara" 1–1 i en Champions League-match hemma mot Rosenborg BK och en ligastart som inte varit som önskat meddelade Mourinho plötsligt att han skulle avgå. Enligt honom själv skedde detta efter en "muntlig överenskommelse" och tidningskällor menade att beslutet ska ha kommit hastigt efter ett slumpartat möte med Abramovitj direkt efter matchen mot Rosenborg. Mourinho lämnade klubben som dess framgångsrikaste tränare någonsin med 6 vunna titlar på 3 år. Under hans ledning hade Chelsea dessutom inte förlorat en enda hemmamatch i ligaspelet – 60 i rad – och segerprocenten för samtliga matcher låg på imponerande 70,8 %.
Efterträdare blev andretränare Avram Grant som tog laget till andraplaceringar i såväl Champions League som Ligacupen och Premier League. Mourinho själv tog nu en tid ledigt från posten som fotbollstränare. Spekulationer om vilken hans nya klubb skulle blev ett hett och tämligen långdraget diskussionsämne i massmedia där man pekade ut Italien som mest trolig ny destination.

### Till Italien och Inter

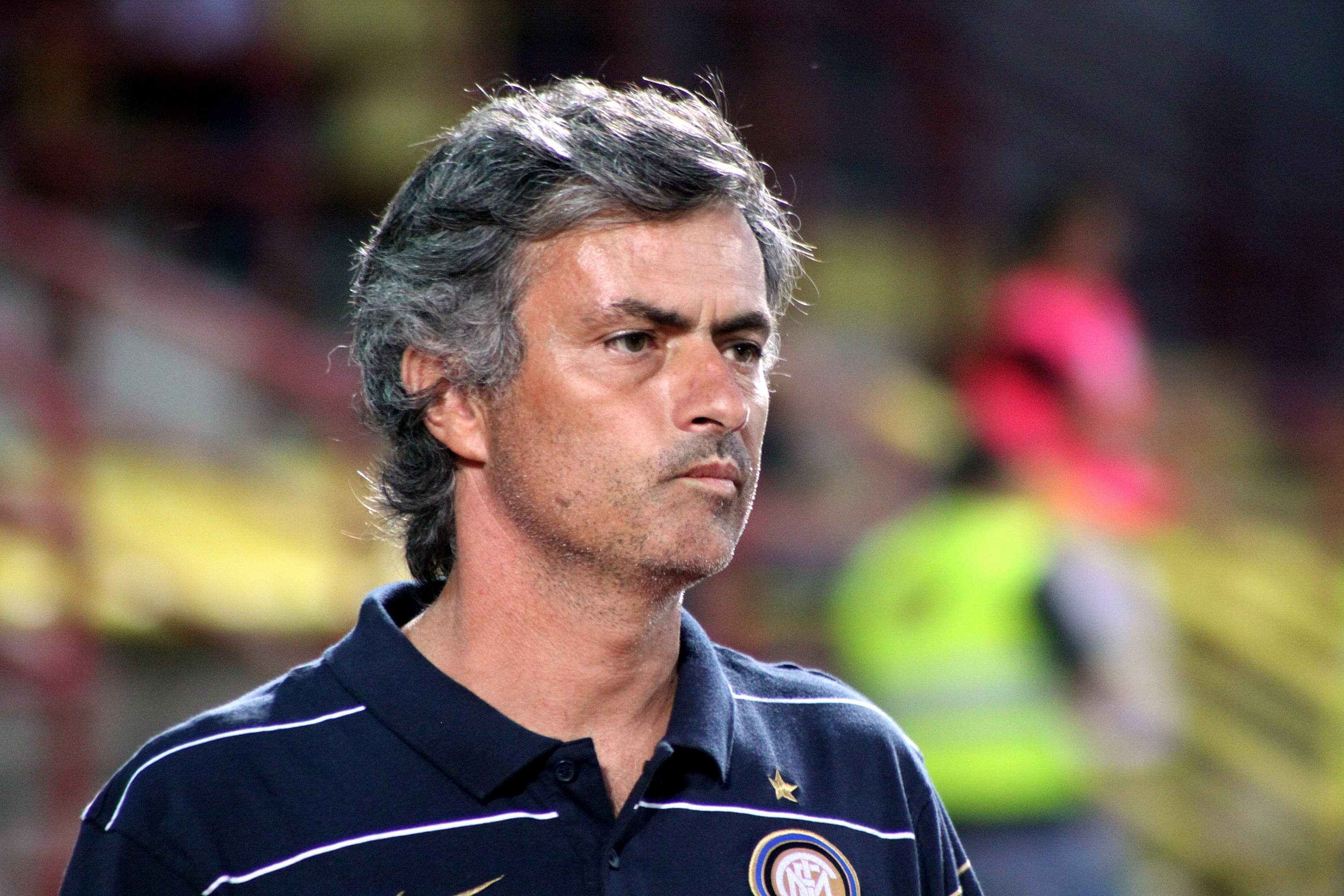
Mourinho i Inter 2009

Den 2 juni 2008 tog spekulationerna slut då Inter meddelade att Mourinho skrivit på ett tre-årskontrakt med klubben. Idel världsstjärnor med svenske Zlatan Ibrahimović i spetsen väntade nu på vad portugisens metoder skulle innebära för laget som lyckats väl i ligan men på senare år sällan i de europeiska cuperna.
Under den första säsongen i Inter (2008/09) vann laget Serie A och den italienska supercupen. Men kraven på Mourinho var höga och hans första tid i klubben sågs av många fans som ett misslyckande då man till stor besvikelse slogs ut av Manchester United i åttondelsfinalen i Champions League. Det var ju för att ge klubben framgångar ute i Europa portugisen hade värvats.
Men nästföljande säsong så skulle det gå betydligt bättre i Champions League. Mourinhos mannar besegrade hans gamla lag Chelsea i åttondelsfinalen och vandrade sedan hela vägen till final via segrar över CSKA Moskva och Barcelona. Redan inför semifinalerna blev Mourinho uppmärksammad som den första tränaren som tagit tre olika lag till semifinal i turneringen. I finalen besegrades sedan Bayern München med 2–0 och Mourinho blev historisk som den blott tredje tränaren i historien (efter Ernst Happel och Ottmar Hitzfeld) som vunnit Europacupen/Champions League med två olika klubbar.

### Real Madrid

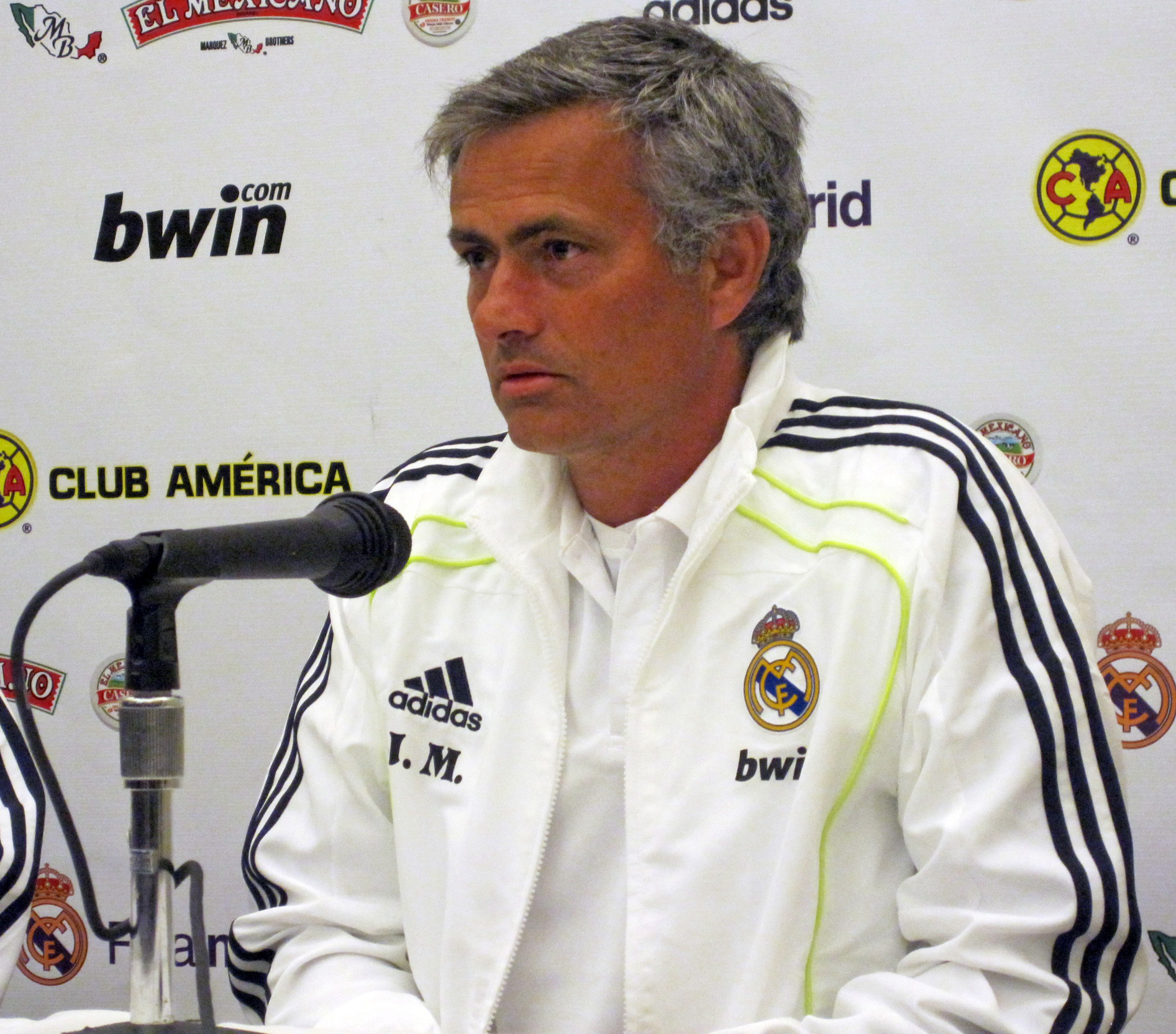
Mourinho på presskonferens representerande Real Madrid

Bara timmar efter Inters vinst i Champions League-finalen i slutet av maj 2010 stod det klart att Mourinho skulle lämna klubben. Han menade att han inte kunde uträtta mer i en klubb som under hans två år redan vunnit allt ett europeiskt klubblag kan vinna. Istället sade han sig nu vara villig att ta sig an den något insomnade spanska storklubben Real Madrid. Som svar på uttalandet meddelade Madrid-laget några dagar senare att en ny tränare skulle anställas och att Mourinho var mannen man önskade kontraktera – om Inter var villiga att släppa ifrån sig portugisen. Det var man. Mourinho skrev under ett 4-årskontrakt och flyttade till den spanska huvudstaden.
Under den första säsongen stötte dock Mourinho på vissa motgångar; bland annat blev 5–0-förlusten i november 2010 mot Barcelona på Camp Nou den dittills största förlusten under hans karriär. Den 2 april 2011 bröts också hans rekordsvit på 150 raka matcher på hemmaplan i seriespel utan förlust – detta på en period över 9 år. Sporting de Gijón vann med matchens enda mål och ligatiteln kom efter detta aldrig inom räckhåll för Mourinho som istället fick se värsta konkurrenten Barcelona defilera till guldet. 
Real Madrid fick emellertid revansch i Copa del Rey (Spanska cupen) där man finalbesegrade Barcelona med 1–0 efter att Cristiano Ronaldo avgjort i förlängningen. Säsongen 2011/2012 motsvarade laget och Mourinho delvis de enormt högt ställda förväntningarna när man lyckades vinna La Liga-titeln. Någon framgång i Champions League blev det dock inte heller detta år då Real, precis som föregående säsong, förlorat i semifinalspelet. Mourinho meddelade under våren att han ämnade träna klubben ännu ett år, men att han skulle komma att lämna efter säsongen 2012/2013. Efter den tredje raka semifinalförlusten i Champions League och ett i övrigt tämligen misslyckat år kunde Mourinos tränarperiod i den spanska storklubben summeras med tre vunna titlar: La Liga 2011/2012, Spanska cupen 2010/2011 och Spanska supercupen 2011/2012.

### Tillbaka i Chelsea

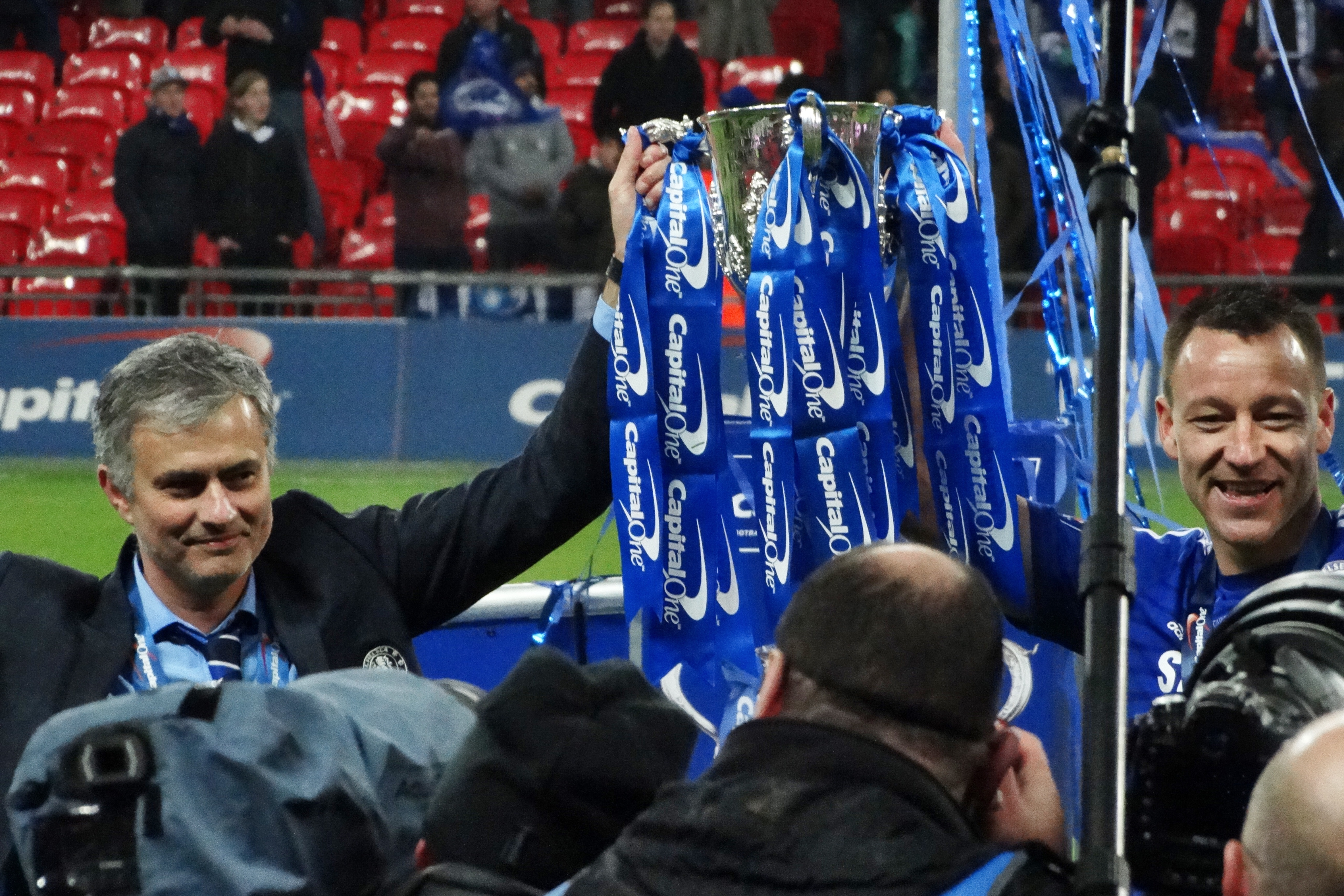
Mourinho firar segern i Ligacupen 2014/15 tillsammans med John Terry

Föga överraskande, och helt enligt de tips som framfördes då Mourinho meddelat att våren 2013 skulle bli hans sista i Real Madrid, blev hans nya klubbadress från sommaren 2013 Chelsea FC. Därmed återvände han till den klubb som han i september 2007 under dramatiska förhållanden lämnat efter att ha fört klubben till 6 liga- och cuptitlar inom loppet av drygt 3 år. Första säsongen tillbaka i England blev tämligen medioker med portugisens mått mätt: en tredjeplats i Premier League och semifinal i Champions League blev facit. Under året bröts också Mourinhos rekordlånga svit som obesegrad på hemmaarenan Stamford Bridge efter 78 matcher med en 1–2-förlust mot Sunderland. Mourinho skulle dock komma att vinna titlar under 2015. Först slog man Tottenham Hotspur i Ligacupen och sedan vann man ligan framför fjolårets mästare Manchester City. 
Efter en katastrofal inledning på ligaspelet där Mourinho vid upprepade tillfällen offentligt kritiserat alltifrån domare till spelare och sjukvårdare i den egna klubben fick han 17 december 2015 sparken från Chelsea.

### Manchester United

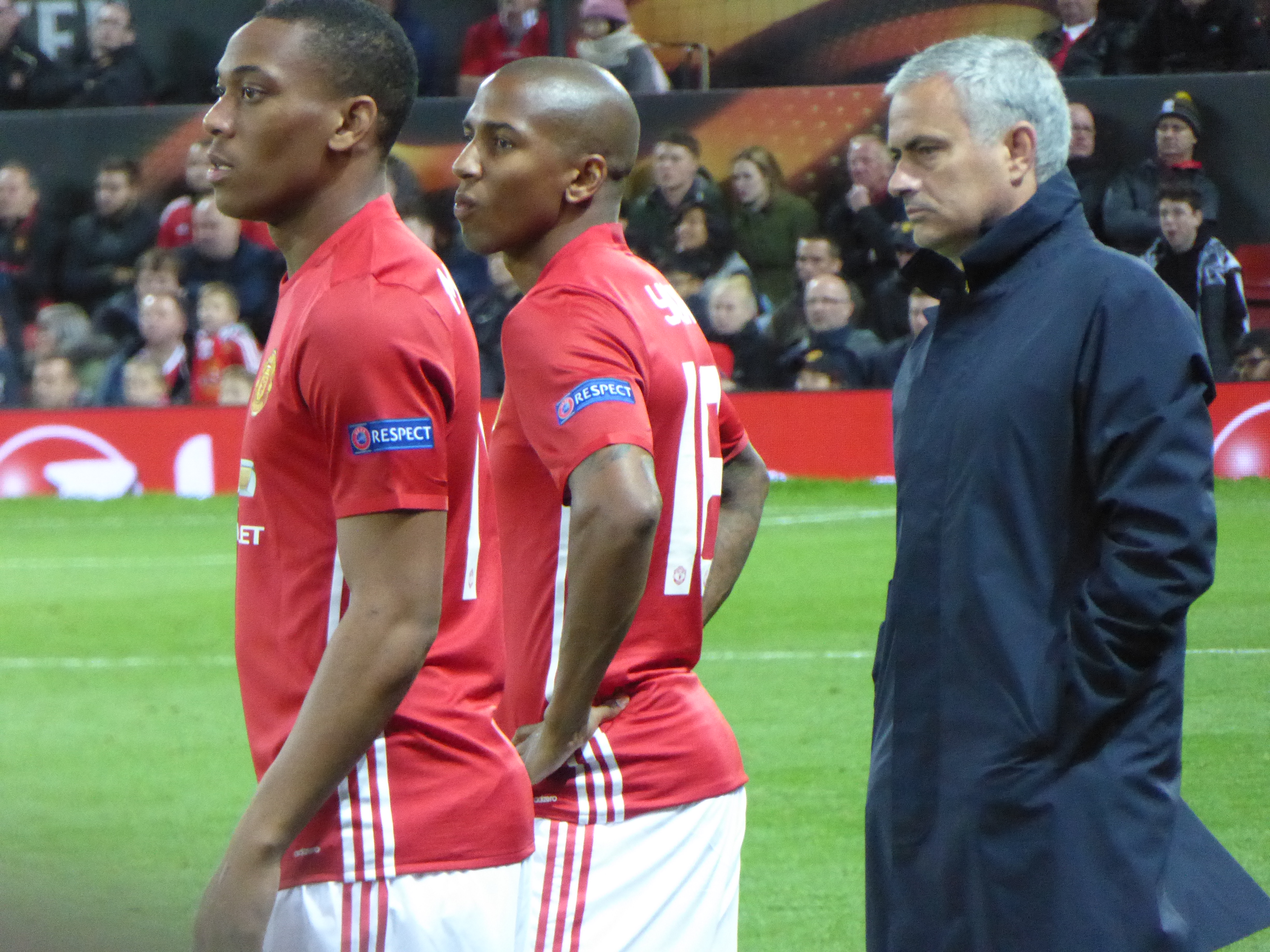
Mourinho bakom Anthony Martial och Ashley Young som väntar på att bli inbytta

I maj 2016 meddelade Manchester United att Mourinho skulle bli ny tränare för klubben efter det att klubben sparkat Louis van Gaal. Redan första säsongen under portugisens ledning vann man Ligacupen, Community Shield och Europa League. Mourinho blev därmed den första tränaren i klubbens historia att vinna minst en titel under sin första säsong. 
Mourinhos andra säsong blev en besvikelse då klubben slutade tvåa i ligan och misslyckades med att vinna några cuper. 
Mourinhos tredje säsong började starkt med en 2–1-seger över Leicester. Efter detta följde ett par månader med blandade resultat och i december 2018 fick Mourinho sparken från klubben som då parkerade på en sjätteplats i ligan. 

### Tottenham Hotspur
I november 2019 tog José Mourinho över som tränare efter Mauricio Pochettino. Kontraktet som sträckte sig över säsongen 2022/23 bröts dock 19 april 2021 då klubben meddelade entledigandet av sin tränare.

### Roma
Den 4 maj 2021 presenterades Mourinho som ny tränare för AS Roma från och med säsongen 2021/2022. Mourinho lyckades vinna den nya UEFA -turneringen, Conference League, då man slog Feyenoord med 1-0 i finalen och blev första lag att vinna kuppen. Den 16 januari 2024 fick Mourinho sparken från Roma.

## Övrigt
Under en period på över 9 år hade lag tränade av Mourinho sammanlagt 150 matcher i rad utan förlust på hemmaplan i den inhemska ligan. Sviten startade efter Portos 2–3-förlust mot Beira-Mar i den portugisiska ligan 23 februari 2002 och ändades i och med Real Madrids förlust i spanska ligan mot Sporting de Gijón den 2 april 2011. Matcherna fördelades på 38 (36 vinster och två oavgjorda) med FC Porto, 60 (46 vinster och 14 oavgjorda) med Chelsea FC, 38 (29 vinster och 9 oavgjorda) med Inter och 14 (samtliga segrar) med Real Madrid.

## Meriter

### I klubbar
FC Porto
- Portugisiska ligan (2): 2002/03, 2003/04
- Portugisiska cupen (1): 2002/03
- Portugisiska supercupen (1): 2003
- Uefacupen (1): 2002/03
- Uefa Champions League (1): 2003/04

 Chelsea FC
- FA Premier League (3): 2004/05, 2005/06, 2014/15
- FA-cupen (1): 2006/07
- Engelska ligacupen (3): 2004/05, 2006/07, 2014/15
- FA Community Shield (Engelska supercupen) (1): 2005

 Inter
- Italienska supercupen (1): 2008
- Serie A (2): 2008/09, 2009/10
- Italienska cupen (Coppa Italia) (1): 2009/10
- Uefa Champions League (1): 2009/10

 Real Madrid
- La Liga (1): 2011/12
- Spanska cupen (Copa del Rey) (1): 2010/11
- Spanska supercupen 2012

 Manchester United
- FA Community Shield (Engelska supercupen) (1): 2016
- Engelska ligacupen (1): 2016/17
- Uefa Europa League (1): 2016/17

AS Roma
- Uefa Europa Conference League (1): 2021/22

### Individuellt (i urval)
- Uefa:s Årets tränare i Europa (2): 2002-03, 2003-04
- Uefa:s pris som Coach för årets lag i Europa (4): 2003, 2004, 2005, 2010
- Onze d'Or Bästa coach (2): 2005, 2010
- IFFHS Årets tränare i Världen (4): 2004, 2005, 2010, 2012
- World Soccer Magazine Årets tränare (3): 2004, 2005, 2010
- World Soccer Magazine 3:e bästa managern genom alla tider (2013)
- BBC Årets sportpersonlighet (1): 2005
- Premier League Årets tränare i England (3): 2004/05, 2005/06, 2014/15
- Oscar del calcio Årets tränare i Italien (2): 2009, 2010
- La Gazzetta dello Sport Man of the year (1): 2010
- Förste tränaren som tagit tre olika lag till semifinal i Uefa Champions League: 2010. Tillika först med fyra olika lag: 2011
- Fifa:s Guldbollen som årets tränare i Världen (1): 2010
- International Sports Press Association Årets Manager i Världen (1): 2010
- Förste tränaren som vunnit fyra cup-titlar i fyra olika länder. (Portugal, England, Italien, Spanien)
- Förste tränaren som vunnit ligan i både England, Italien och Spanien. Har dessutom vunnit ligan i Portugal.